# I Variglioni
I Variglioni formano un gruppo di scogli dell'Italia, in Sardegna.
Amministrativamente appartiene a Villasimius, comune italiano della città metropolitana di Cagliari.